# 众益胡同
39°54′06″N 116°22′20″E / 39.9017669°N 116.3721201°E
众益胡同，是位于北京市西城区中部的一条胡同。

## 简介
众益胡同为南北走向，南到抄手胡同，北到头发胡同。全长250米，平均宽3米。明清之际是象房（旧址如今为新华社）东墙外的通道。1911年之后，象房旧址改为众议院，故得名众议院夹道。1965年北京市整顿地名，谐音改称众益胡同。